# Чернозёрье (Нижегородская область)
Чернозёрье — сельский посёлок в городском округе Бор Нижегородской области. Входит в состав Останкинского сельсовета.
Посёлок располагается на левобережной старице реки Керженец близ устья реки Чёрной.
Здесь с 1938 по 1964 год (с перерывом на время Второй мировой войны) учительствовал известный нижегородский писатель С. В. Афоньшин.